# Nieuchwytny (film 2008)
Nieuchwytny (tytuł oryg. Untraceable) – amerykański film fabularny (thriller) z 2008 roku.

## Obsada
- Diane Lane jako agentka Jennifer Marsh
- Billy Burke jako detekyw Eric Box
- Colin Hanks jako agent Griffin Dowd
- Joseph Cross jako Owen Reilly
- Mary Beth Hurt jako Stella Marsh
- Peter Lewis jako Richard Brooks
- Tyrone Giordano jako Tim Wilks
- Perla Haney-Jardine jako Annie Haskins
- Tim De Zarn jako Herbert Miller
- Christopher Cousins jako David Williams
- Jesse Tyler Ferguson jako Arthur James Elmer
- Daniel Liu jako detektyw Tom Moy
- Dan Callahan jako Trey Restrom
- Erin Carufel jako Melanie
- Katie O'Grady jako reporterka Katie Newsom
- Ryan Deal jako oficer Wone
- Todd Robinson jako antyterrorysta
- John Breen jako Richard Weymouth
- Gunter Simon jako antyterrorysta
- Gray Eubank jako Ray
- Ryan Hopkins jako dzieciak z trądzikiem
- Brian Benjamin jako oficer policji
- Alan Winston jako agent FBI (niewymieniony w czołówce)
- David Wilson jako reporter Portland #1
- Brynn Baron jako pani Miller
- Jamal N. Qutub jako młody Stoner
- Betty Moyer jako asystentka
- Kirk Mouser jako agent FBI Carter Thompson
- Dax Jordan jako Scotty Hillman
- Trina Adams jako policjantka
- Marilyn Deutsch jako prezenterka wiadomości
- Pete Ferryman jako prezenter wiadomości
- David Freitas jako prezenter wiadomości
- West A. Helfrich jako gliniarz
- Zack Hoffman jako szef policji Michael Bagley
- Sarah Brillhart jako córka pani Miller
- Diana Brillhart jako córka pani Miller
- Len Huynh jako Tom Park
- Jim Hyde jako prezenter wiadomości
- Kimberly Maus jako prezenterka wiadomości
- Mike Smith jako SWAT
- Kerry Tomlinson jako prezenterka wiadomości